# Chiesa del Carmine (Licodia Eubea)
La chiesa del Carmine ed il suo convento sono siti a Licodia Eubea nel quartiere "Carcarelle" in piazza papa Giovanni XXIII, ex piazzale Carmine.

## Storia

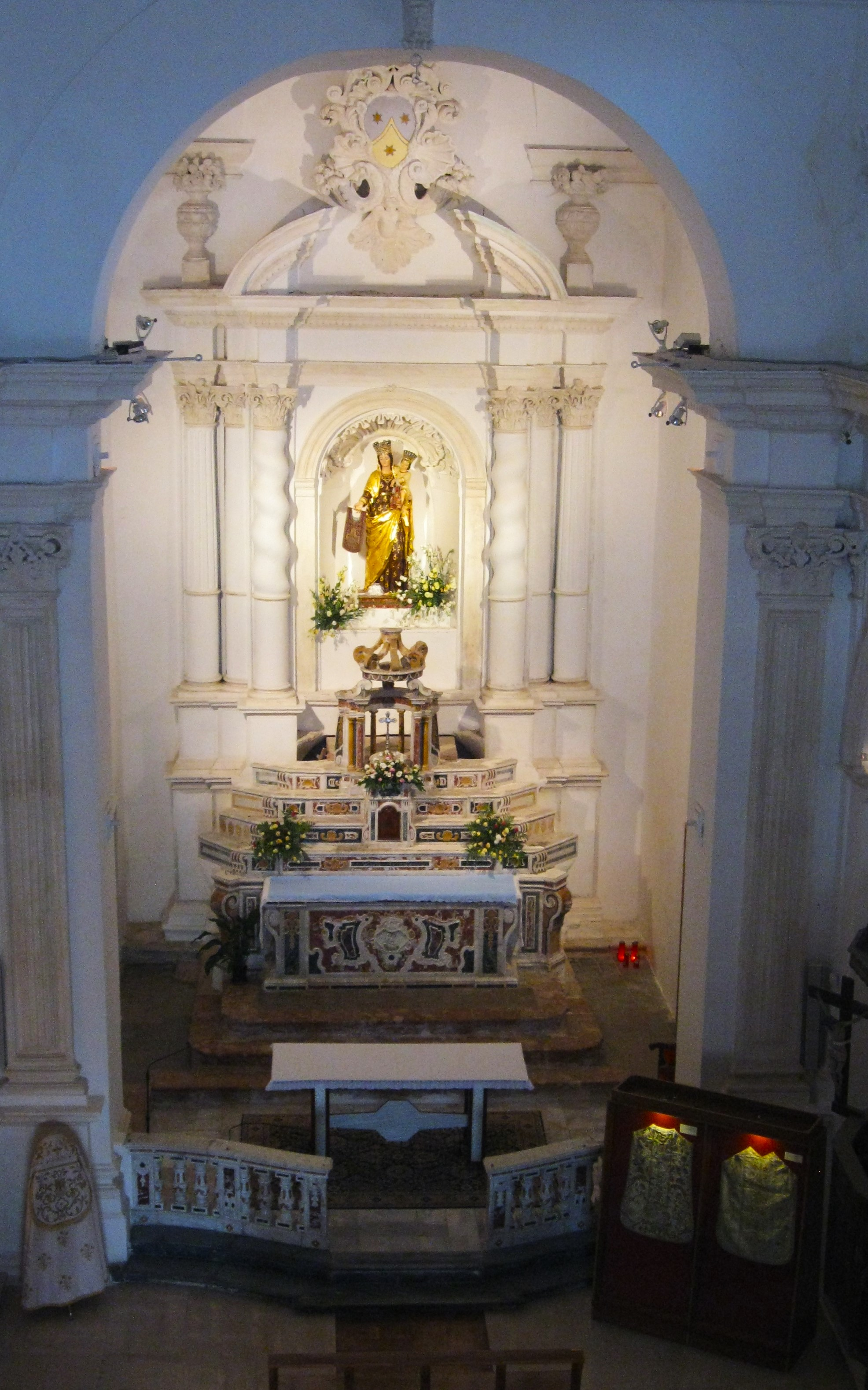
Interno della Chiesa del Carmine

La chiesa e il suo convento furono eretti nel 1563 per volere della marchesa Antonia Del Balzo moglie del marchese Ambrogio Santapau. Inizialmente il convento era annesso alla chiesa di San Pietro lo vecchio in contrada nostra Donna per poi essere ricostruito, per volontà della stessa marchesa, già vedova, nell'attuale luogo, ossia nell'antico quartiere Carcarelle, oggi quartiere Carmine. Il convento divenne sede dei padri Carmelitani solo dal 25 novembre 1579 fino all'anno della soppressione degli ordini religiosi nel 1866. Dopo questa data il convento venne trasformato del tutto con la costruzione del secondo piano, dando così una sede alle scuole statali. Nel 1930 fu edificato un campanile, ancora oggi esistente, annesso all'antica chiesa del Carmine. Appena un secolo dopo, con il terremoto del 1693, la chiesa e il convento ebbero qualche danno ma non gravissimo, tanto che il restaurò ebbe termine già nel 1713, data riportata anche all'interno della chiesa su di una mensoletta centrale. All'inizio il convento comprendeva ben ventidue cellette e la chiesa era provvista di 14 altari. Il convento fu sede di noviziato e vi abitarono intorno a sei religiosi e qualche chierico.
Il tempio presenta un prospetto molto semplice sovrastato da una torre campanaria degli anni '30 del secolo scorso. La notte del 13 dicembre del 1990 un forte terremoto con epicentro a Noto colpisce la Sicilia e pure a Licodia si conteranno alcuni monumenti danneggiati, in primis la chiesa del Carmine che verrà chiusa in seguito alle forti lesioni causate dal sisma. Dopo venti anni dalla chiusura del tempio, durante la quale è stato effettuato il restauro e il consolidamento della struttura, il 16 marzo 2010 la chiesa è stata riconsacrata e riaperta al culto.

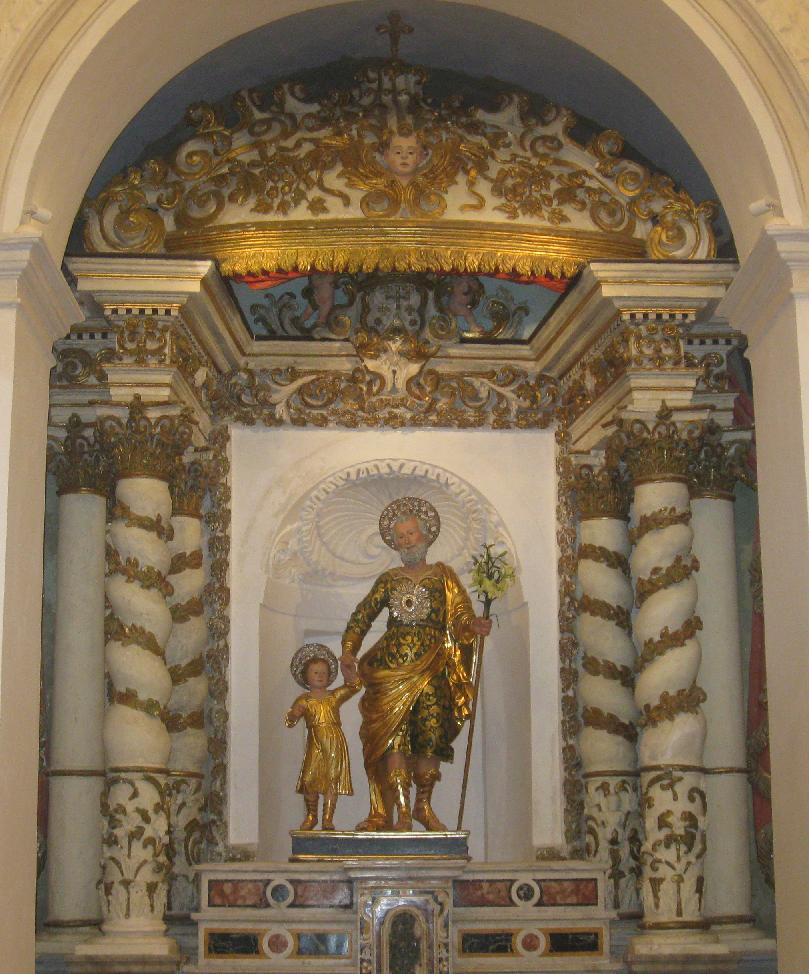
L'altare e il simulacro di San Giuseppe della chiesa del carmine di Licodia Eubea.

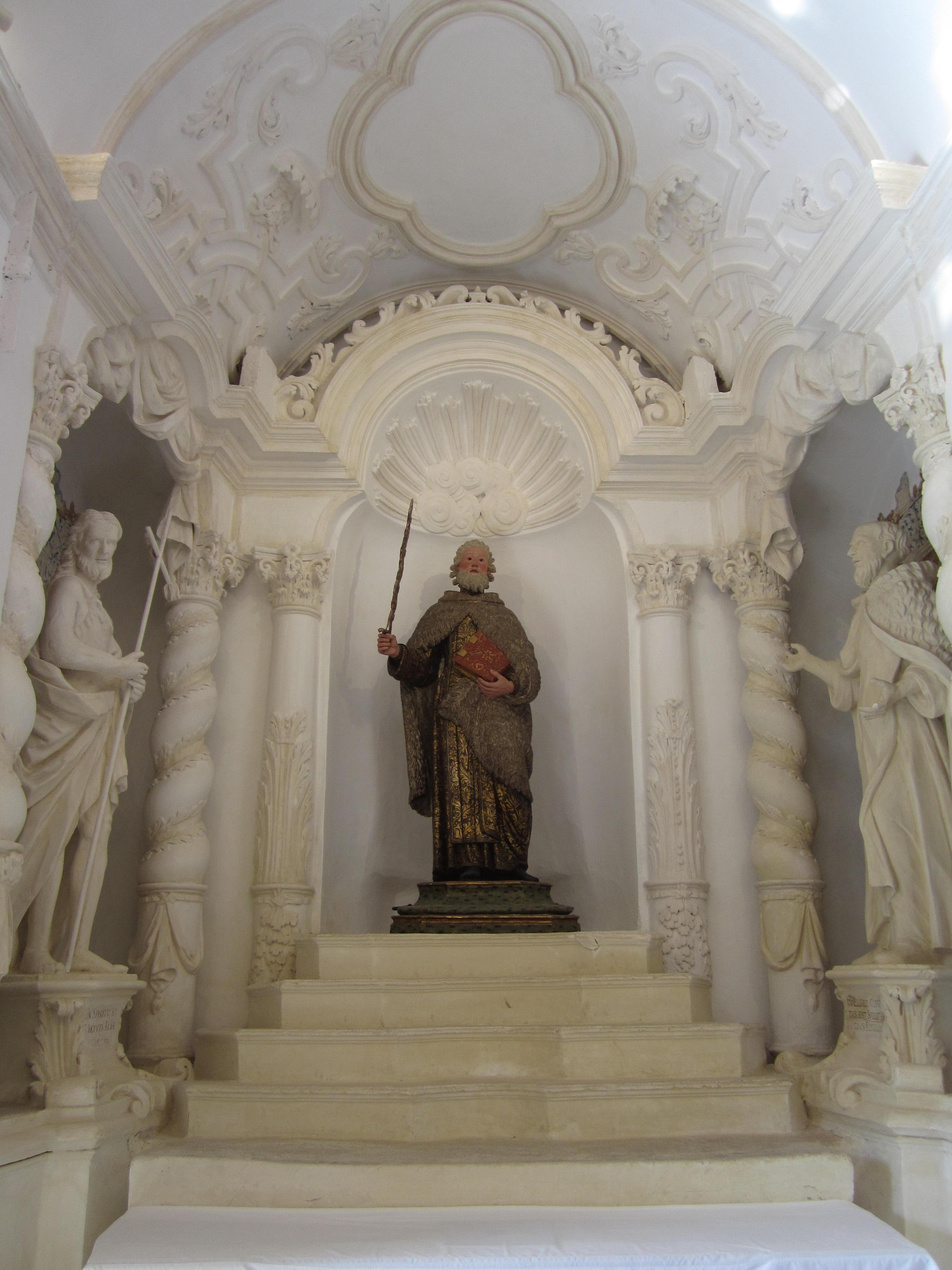
Cappella di Sant'Elia

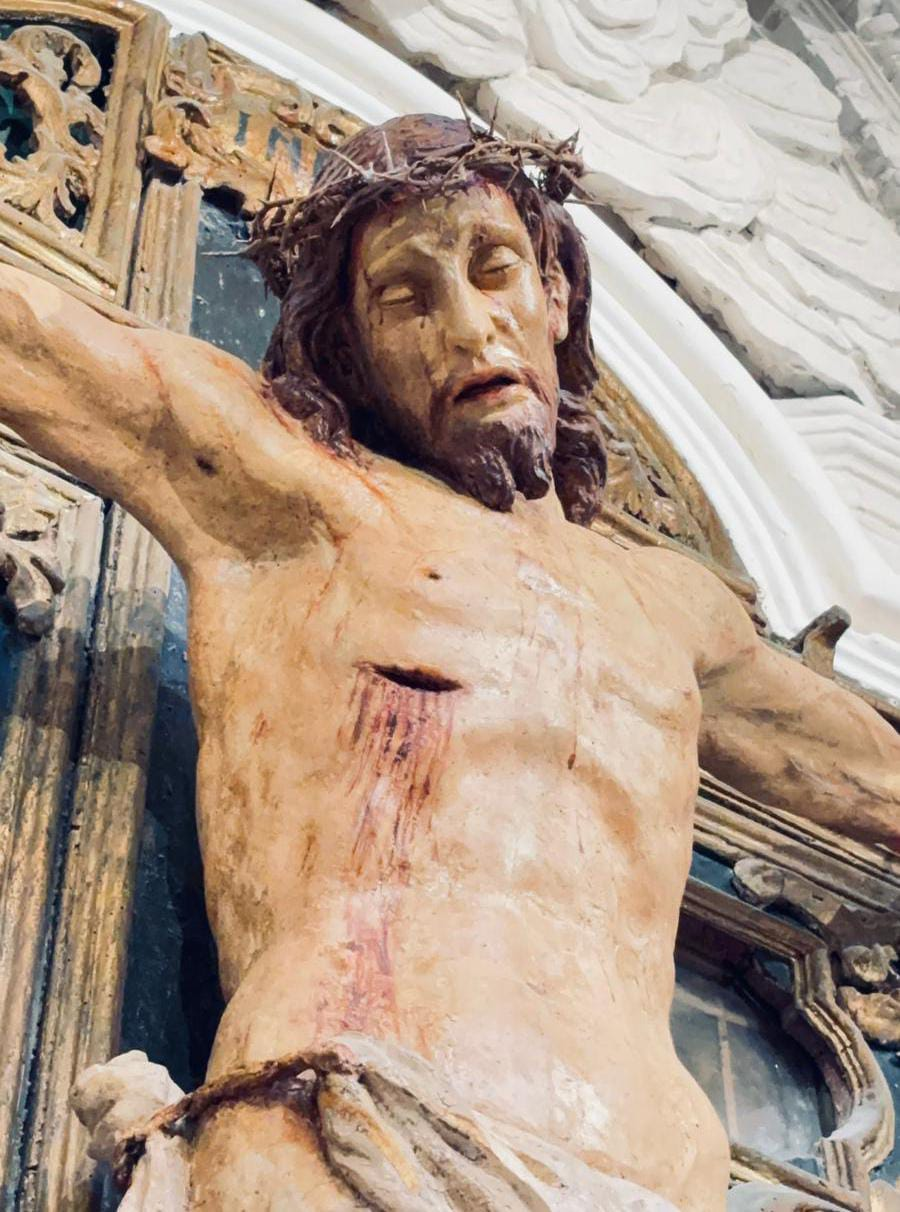
Crocifisso ligneo, Chiesa del Carmine, Licodia Eubea

## Descrizione
La chiesa a livello strutturale si presenta ad una sola navata arricchita da due monumenti funebri in marmo della famiglia Interlandi, che tanto diede per la chiesa nel passato. Di particolare pregio artistico e storico, un Crocefisso ligneo che è appoggiato su di una parete reliquiaria in una delle cappelle del lato sinistro del tempio. Sovrasta l'altare maggiore la statua della Madonna del monte Carmelo patrona della chiesa, e ancora oggi portata in processione nella prima domenica di agosto. Altra statua importante è quella di san Giuseppe interamente scolpita in legno e portata in processione il 19 marzo. Di particolare pregio è il simulacro ligneo del profeta Elia risalente al XVII secolo e di autore ignoto. La statua del profeta è molto imponente ed è composta da più blocchi di legno massello. Senza dubbio è di grande interesse il pulpito ligneo, decorato da effigi di Santi, Papi e Beati dell'ordine carmelitano.

## Feste
- Prima domenica di agosto: Maria S.S del monte Carmelo (titolare della chiesa).
- 19 marzo: San Giuseppe.